# Frontière interdite
Pour plus de détails, voir Fiche technique et Distribution.
Frontière interdite (Jäätävä polte ou Born American) est un film américano-finlandais réalisé par Renny Harlin, sorti en 1986. Il s'agit d'un premier long métrage du réalisateur.

## Synopsis
Mitch, K. C. et Savoy, trois étudiants américains, voyagent vers le cercle arctique pour prendre des photographies qui feront sûrement sensation de retour aux pays. En pleine guerre froide, ils franchissent la frontière entre la Finlande et l'Union soviétique. Alors qu'ils prennent cela pour un jeu, ils se rendent vite compte qu'ils sont perdus. Leur situation se complique davantage lorsque des Russes les prennent pour les violeurs d’une fillette. Les trois américains sont alors emprisonnés dans une forteresse avec des centaines de détenus. Ils vont découvrir un lieu d'une barbarie inimaginable.

## Fiche technique
Sauf indication contraire, les informations mentionnées dans cette section peuvent être confirmées par la base de données cinématographiques IMDb,  présente dans la section « Liens externes ».
- Titre original : Jäätävä polte ou parfois Born American
- Titre anglophone international : Arctic Heat
- Titre français : Frontière interdite
- Titre québécois : La chaleur de l'Arctique
- Réalisation : Renny Harlin
- Scénario : Renny Harlin et Markus Selin
- Décors : Venetia Stevenson
- Costumes : Anja Pekkala
- Photographie : Henrik Paersch
- Montage : Paul Martin Smith
- Musique : Richard G. Mitchell
- Production : Markus Selin, Venetia Stevenson
- Sociétés de production : Cinema Group Ventures, Larmark Productions Inc., Man & Gun Film Production et Videogramm
- Sociétés de distribution : Cinema Group (États-Unis), Finnkino (Finlande)
- Budget :
- Pays de production :  Finlande,  États-Unis
- Langue originale : anglais
- Format : couleur -
- Genre : action, drame, thriller
- Durée : 85 minutes
- Dates de sortie[2] :
  - États-Unis : 29 août 1986 (sortie limitée)
  - Finlande : 19 décembre 1986
  - France : 21 septembre 1988 (sortie limitée à Paris)

## Distribution
- Mike Norris : Savoy
- Steve Durham : Mitch
- David Coburn : K. C.
- Piita Vuosalmi: Nadja
- Vesa Vierikko : Kapsky
- Thalmus Rasulala : l'amiral
- Albert Salmi : l'ambassadeur américain
- Ismo Kallio : Zarkov
- Marjo Vuollo : Tamara
- Renny Harlin : la voix dans le haut-parleur (caméo non crédité)

## Production
Chuck Norris est initialement engagé. Cependant, le financement du film tarde et l'acteur n'est plus disponible. C'est donc son fils Mike Norris qui le remplace. À l'époque du tournage, Frontière interdite est le film le plus cher du cinéma finlandais.
Le tournage a lieu en 1984 et 1985 en Finlande, notamment à Helsinki, Enontekiö, Hämeenlinna, Janakkala et Pello.

## Sortie et accueil
Le film est initialement interdit de sortie en Finlande par la Valtion elokuvatarkastamo, en raison de sa violence et d'idées anti-soviétiques.
Le film reçoit des critiques plutôt négatives sur le site américain Metacritic : il obtient une note moyenne de 35⁄100 pour 5 critiques.
Aux États-Unis, le film sort le week-end du Labor Day et connait un joli succès, avec environ 3,4 millions de dollars de recettes,.